# Claude-Marie-Joseph Jeannot de Moncey
Pour les autres membres de la famille, voir Bon-Adrien Jeannot de Moncey.
Claude Marie Joseph Jannot de Moncey' est un homme politique français né le 30 mars 1764 à Besançon et mort le 17 janvier 1828 probablement à Moncey (Doubs).

## Biographie
Fils de François-Antoine Jannot, avocat au parlement de Besançon (mort en 1775) et de Marie Élisabeth Guillaume, Claude Marie Joseph Jannot de Moncey suit, comme son frère a aîné  Bon Adrien, la carrière militaire.
Il a le grade de chef d'escadron lorsqu'il est, le 10 août 1810, élu par le Sénat conservateur député du Doubs au Corps législatif, où il siège jusqu'en 1815.
Fait baron de l'Empire le 25 février 1813, il se rallie à la déchéance de Napoléon Ier.
Célibataire, il n'a pas eu de descendance.

## Carrière
- Chef d'escadron de gendarmerie ;
- Député du Doubs au Corps législatif (1810-1815).

## Distinctions
- Officier de la Légion d'honneur[Quand ?]
- Chevalier de Saint-Louis.

## Armoiries
| Figure | Blasonnement |
|        | Armes de la famille Jeannot de Moncey D'argent, à deux écots, passés en sautoir, accompagnés en chef de trois étoiles et en pointe d'un croissant, le tout de gueules. |
|        | Armes du baron de Moncey et de l'Empire Coupé : au I parti, a, de sable à deux écots, passés en sautoir, accompagnés en chef de trois étoiles, le tout d'or, et en pointe d'un croissant d'argent, b, du franc-quartier des Barons militaires de l'Empire ; au II d'azur, à une main d'or, ailée d'argent, tenant une épée du même en pal. |